# 청담동
청담동(淸潭洞)은 대한민국 서울특별시 강남구에 있는 법정동 및 행정동이다.

## 개요
청담동은 강남구의 북동쪽 한강 연안에 위치하는 마을로써 서쪽으로는 압구정동, 남쪽으로는 삼성동과 접하고 있으며, 북쪽으로는 한강을 경계로 성동구 성수동과 광진구 자양동을 각각 접하고 있다. 청담동 동명의 유래는 현재 청담동 105번지 일대에 옛날 맑은 못이 있었는데, 현재 134번지 일대로 한강변의 물이 맑아 이 마을을 ‘청숫골’이라 부른데서 붙여진 이름이다. 조선시대 말기까지 경기도 광주군 언주면에 청숫골·숫골·큰말·작은말·솔모퉁이 등으로 구성되어 있었는데, 1914년 3월 1일 경기도 행정구역 개편 시, 언주면 청담리가 되었다. 그 뒤 변동 없이 내려오다가 1963년 1월 1일 법률 제1772호로 서울특별시 강남구에 편입되면서 청담동이 되어 오늘에 이른다. 또한 청담동은 대한민국의 명품과 고급 물품의 지역이다. 그 이유는 명품과 고급 물품 상가가 청담동에 많이 있기 때문이다. 이 때문에 청담동을 "한국에서 제일 고급스럽고 명품가가 많은 곳"이라는 호칭을 얻었다.

## 연혁
- 1466년 ~ 1914년 3월 1일 : 경기도 광주군 언주면 청담리
- 1963년 1월 1일 : 경기도에서 서울시 편입으로 성동구 언주출장소 관할
- 1970년 5월 18일 : 수도동이 청담동으로 개칭
- 1975년 10월 1일 : 강남구 설치에 의하여 강남구에 편입
- 1977년 9월 1일 : 청담동에서 삼성동을 분동
- 1988년 7월 1일 : 청담동을 청담1, 2동으로 분동
- 2009년 3월 1일 : 기구개편에 의하여 청담1, 2동이 청담동으로 통합

## 교육
- 청담초등학교
- 언북초등학교
- 청담중학교
- 영동고등학교

## 교통
- 서울 지하철 7호선
  - 청담역
- 분당선
  - 압구정로데오역

## 아파트
| 단지명             | 건설사   | 시행사       | 주소 | 입주 | 비고 |
| ------------------ | -------- | ------------ | ---- | ---- | ---- |
| 청담 삼성공원      |          |              |      |      |      |
| 청담현대 3차       | 현대건설 |              |      |      |      |
| 청담 2차 e편한세상 | 대림산업 | ㈜에코프렌드 |      |      |      |